# Erythroxylum gerrardii
Erythroxylum gerrardii är en tvåhjärtbladig växtart. Erythroxylum gerrardii ingår i släktet Erythroxylum och familjen Erythroxylaceae.

## Underarter
Arten delas in i följande underarter:
- E. g. ankaranense
- E. g. calcicolum
- E. g. gerrardii
- E. g. tricaudatum
- E. g. ripicolum
- E. g. submuticum
- E. g. sylvicolum